# Křivá Ves
Křivá Ves je vesnice v okrese Praha-východ, je součástí obce Velké Popovice. Nachází se asi 3,5 km na jihovýchod od Velkých Popovic. Na východě obce protéká Křivoveský potok. Je zde evidováno 15 adres.
Historie
První zmínka o vsi je z roku 1228. Původně byla ves v majetku kláštera sv. Jiří na pražském hradě. Po roce 1315 se stává majetkem Jindřicha z Křivé Vsi v jehož rodě zůstala ves do roku 1496, kdy ji zakoupili vladykové z Lojovic. Lojovičtí se zde však dlouho neudrželi a tak již v roce 1511 nalezneme zápisy o državách Troskovců z Veleně a připojení obce i s tvrzí k Zaječicím. Od tohoto zboží byla Křivá Ves odpojena v roce 1577, kdy ji Hrzek ze Mšena dává svému synu Hynkovi. Později se ves opětně vrací k lojovickým statkům se kterými sdílí majitele i osudy do roku 1848, kdy zanikla patrimoniální správa. Kde přesně tvrz stávala nevíme a není po ní ani žádných stop. Přístup do obce umožňuje červená TZN z Lojovic k Mnichovicím od níž vede neznačená odbočka jižním směrem.